# فدراسیون جهانی بابسلد و اسکلتون
فدراسیون جهانی بابسلد و اسکلتون (انگلیسی: International Bobsleigh and Skeleton Federation) نهاد اداره‌کننده مسابقات بابسلد و اسکلتون در سطح جهان است.
این سازمان در سال ۱۹۲۶ تأسیس شده و مقر آن لوزان، سوئیس است.